# Édouard Van Dyck
Édouard Van Dyck (ur. 22 marca 1918 w Herent; zm. 22 kwietnia 1977 w Leuven) – belgijski kolarz szosowy startujący wśród zawodowców w latach 1942–1952. Zwycięzca Vuelta a España (1947). Etapowy zwycięzca Tour de France (1948).

## Najważniejsze zwycięstwa
- 1943 – GP de Wallonie
- 1947 – dwa etapy i klasyfikacja generalna Vuelta a España
- 1948 – etap w Tour de France